# Aéroport de Burgos
Pour les articles homonymes, voir Burgos (homonymie).
L'aéroport de Burgos (code IATA : RGS • code OACI : LEBG) est situé à 4 kilomètres à l'est du centre de la ville de Burgos, dans le quartier de Villafría.

## Histoire
Les origines de l'aérodrome de Villafría remontent à la décennie 1920, quand s'est établi à Gamonal un petit détachement aéronautique militaire. Le gouvernement du Roi Alphonse XIII institue par le Décret royal du 19 juillet 1927, l'aéroport national de Villafría de Burgos. Le 3 janvier 1928, le Conseil des Ministres approuve la construction de l'aéroport et le 15 du même mois, le Conseil municipal de Villafría vote la vente au Conseil Supérieur de l'Aéronautique Militaire du champ dénommé Gorreñal, pour y construire l'aéroport. À partir de 1936, les terrains de Gamonal et de Villafría unissent leurs installations, formant une seule infrastructure aéronautique.
Le 8 août 1941, le Conseil municipal de Burgos décide d'acquérir une propriété rustique de presque 300 000 mètres carrés, proche de l'ancien champ de Gamonal ; le 10 novembre, la mairie offre ces terrains au Ministère de l'Air. Le 6 décembre, un décret confère un caractère d'urgence à la réalisation des travaux de construction.
Le Ministère de l'Air est créé à Burgos après la guerre civile, après avoir modernisé le Service d'Aéronautique Militaire installé par le roi Alphonse XII en 1910. Ce dernier provenait du Service Militaire d'Aerostación, issu du Corps Militaire d'Ingénieurs fondé par le même monarque.
Le 21 juillet 1949, la Milice Aérienne Universitaire commence ses activités. Vingt-deux promotions se forment dans ces installations, la dernière en 1971. L'aérodrome de Villafría s'ouvre au trafic civil à l'automne de la même année. En 1973 se constitue, ce qui est aujourd'hui le Royal Aeroclub de Burgos. Depuis lors, et durant la période estivale, l'aéroport accueille des activités d'enseignement et de formation.
En août 1995, le Ministère de la Défense signe une convention avec le Conseil municipal de Burgos par laquelle sont cédées les installations de l'aérodrome de Villafría pour leur usage exclusivement civil. Le 20 octobre 2000, la plateforme est déclarée comme emplacement de d'intérêt général. L'État s'octroie sa gestion directe, via Aena.
Le 3 juillet 2008, l'aéroport entre en service pour opérer des vols commerciaux. Pour cela, Aena prend des dispositions, entre lesquelles la construction d'un nouveau terminal, avec stationnement de véhicules, d'un édifice de services, la réalisation d'une nouvelle piste et d'un parc de stationnement d'aéronefs.

### Pèlerinage de Saint-Jacques de Compostelle
L'une des options d'entrée dans la ville de Burgos par le chemin de Compostelle longe les installations aéroportuaires au sud, pour traverser Castañares et suivre le Rio Arlanzón.
Le chemin historique passe au nord de l'aéroport, par Villafría.

## Situation
| \| 100 km1:11 216 000 \| Alicante Almería Andorre Badajoz Barcelone Bilbao Burgos León Castellón · de la Plana Ceuta Gérone Grenade Ibiza Jerez La Corogne Lleida Logroño Madrid Málaga Melilla Minorque Murcie Oviédo Palma de · Majorque Pampelune Reus Sabadell Saint-Jacques Saint-Sébastien Salamanque Santander Saragosse Séville Valence Valladolid Vigo Vitoria |
| 100 km1:11 216 000 |

Voir les Îles Canaries

## Accès à l'aéroport

### Liaisons routières

Schéma de liaisons routières de l'aéroport de Burgos.

L'aéroport est connecté par la route nationale  N-120  dans son point kilométrique 107 et l'autoroute A-1 dans son point kilométrique 244,4 sortie  '245'. Dans ce croisement existe un carrefour giratoire dans lequel l'un de ses embranchements est la route de l'accès à l'aéroport qui débouche en face de l'édifice terminal.
Près d'ici, la Rocade de Burgos  BU-30  nous permet d'accéder aux autoroutes suivantes :
- AP-1  l'autoroute payante AP-1 relie l'aéroport avec Vitoria, Bilbao, Saint-Sébastien et la France ;
- A-1 l'autoroute A-1 relie l'aéroport avec Madrid ;
- A-62 l'autoroute A-62 relie l'aéroport avec Valladolid, Salamanca et le Portugal ;
- A-231 l'autoroute A-231 relie l'aéroport avec León, Asturies et Galice.

### Autobus
L'aéroport de Burgos est desservi par le Service Municipal d'Autobus Urbains de Burgos. La ligne de bus  24  relie le terminal de passagers de l'aéroport avec le centre de Burgos. L'autobus part de la Place de l'Espagne, 90 minutes avant le départ programmé de chaque vol et dès l'aéroport, 30 minutes après l'arrivée du vol. Le prix du billet est 0,80 €.